# Maresi Riegner

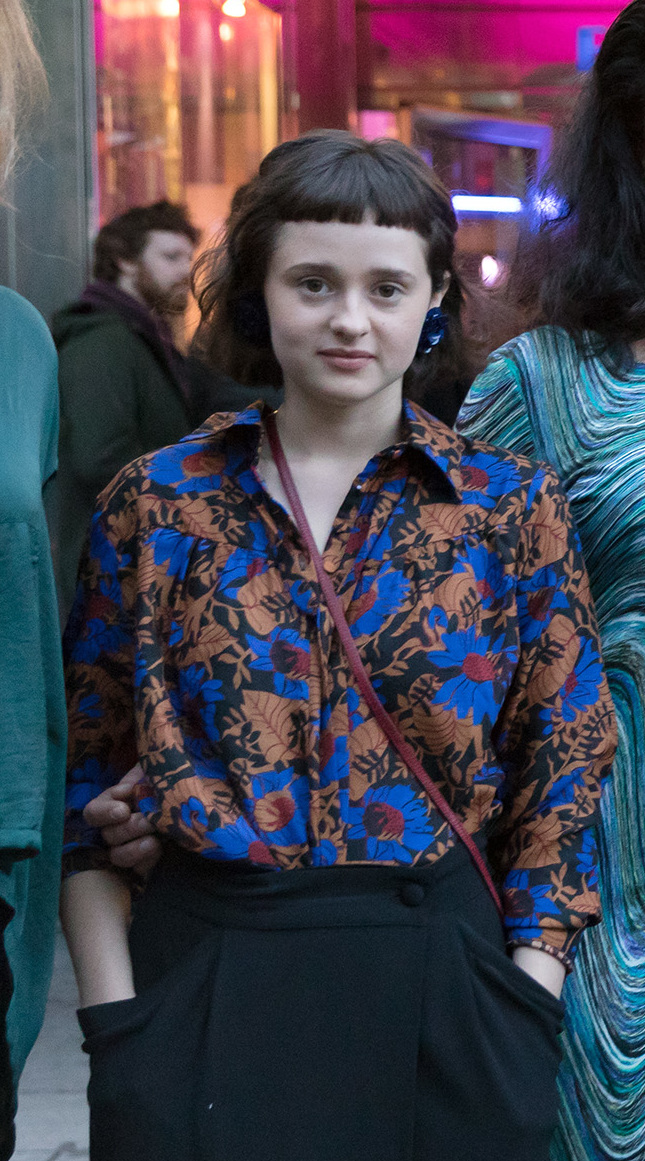
Maresi Riegner auf der Viennale 2017

Maresi Riegner (* 1991 in Wien) ist eine österreichische Schauspielerin.

## Leben
Maresi Riegner studierte ab 2013 gemeinsam mit Valentin Postlmayr Schauspiel an der Konservatorium Wien Privatuniversität (seit November 2015 Musik und Kunst Privatuniversität der Stadt Wien), das Studium schloss sie 2017 ab. Mit Valentin Postlmayr hat sie eine gemeinsame Tochter.

### Film und Fernsehen
Ihr Filmdebüt gab sie 2012 in Endlich Weltuntergang von Regisseurin Barbara Gräftner, 2013 war sie in Bad Fucking von Harald Sicheritz zu sehen. 2014 spielte sie im Tatort und den CopStories, außerdem verkörperte sie im Fernsehfilm Eine Liebe für den Frieden Marie von Suttner, die Nichte der Friedensnobelpreisträgerin Bertha von Suttner. Im Filmdrama Uns geht es gut von Regisseur Henri Steinmetz, das im Jänner 2016 in die deutschen Kinos kam, hatte sie ihre erste Hauptrolle. Eine weitere Hauptrolle hatte sie in Egon Schiele: Tod und Mädchen, wo sie Gerti Schiele, die jüngere Schwester von Egon Schiele, darstellte. 2016 stand sie für Barbara Alberts Film Licht vor der Kamera.
2020 wurde sie mit dem Max Ophüls Preis für den besten Schauspielnachwuchs für ihre Rolle in Irgendwann ist auch mal gut (Regie: Christian Werner) ausgezeichnet. In der schweizerisch-deutsch-österreichischen Koproduktion Monte Verità – Der Rausch der Freiheit (2021) von Stefan Jäger übernahm sie die Hauptrolle der zweifachen Mutter Hanna Leitner, die das Sanatorium am Schweizer Monte Verità aufsucht und dort ihre Leidenschaft für die Fotografie entdeckt. In der Ende 2021 erstmals ausgestrahlten Folge Wunder gibt es immer wieder der Krimireihe Tatort mit dem Münchner Ermittlerduo Batic und Leitmayr und Corinna Harfouch als Klosterschwester Barbara war sie als Schwester Antonia zu sehen.

### Theater
Im Oktober 2016 spielte sie unter der Regie von Sandra Cervik ihre erste Hauptrolle am Theater als Helen Keller in The Miracle Worker von William Gibson am Theater im Zentrum, der zweiten Spielstätte des Theaters der Jugend. Im Mai 2017 feierte sie am Theater in der Josefstadt als Hedvig in Die Wildente von Henrik Ibsen Premiere. 2018 debütierte sie am Stadttheater Klagenfurt als Cecily in Ernst ist das Leben (Bunbury) und am Theater an der Wien als Puck in A Midsummer Night’s Dream von Benjamin Britten. Im Juni und Juli 2018 stand sie bei den Sommerspielen Perchtoldsdorf unter der Regie von Michael Sturminger erneut als Cecily Cardew in Ernst ist das Leben (Bunbury) von Elfriede Jelinek nach Oscar Wilde auf der Bühne.
Bei den Salzburger Festspielen debütierte sie 2017 in Kasimir und Karoline in einer Textfassung von 600 HIGHWAYMEN, 2019 spielte sie in Sommergäste von Maxim Gorki an der Seite von Marie-Lou Sellem als Marja Lwowna deren Tochter Sonja.
Seit der Spielzeit 2019/20 ist Riegner Ensemblemitglied am Wiener Burgtheater. Im Oktober 2019 debütierte sie im Kasino am Schwarzenbergplatz des Burgtheaters als Cissie in der Uraufführung von Wie versteckt man einen Elefanten? nach dem Roman The Great Elephant Chase von Gillian Cross. Am Akademietheater stand sie im Mai 2021 in Strindbergs Fräulein Julie in der Titelrolle auf der Bühne. In Am Ziel von Thomas Bernhard spielte sie im Herbst 2022 am Kasino am Schwarzenbergplatz an der Seite von Dörte Lyssewski deren Tochter.

## Filmografie (Auswahl)
- 2012: Endlich Weltuntergang (Regie Barbara Gräftner)
- 2013: Bad Fucking (Kinofilm)
- 2013: CopStories – Jössas! (Fernsehserie)
- 2014: Tatort: Paradies (Fernsehreihe)
- 2014: Eine Liebe für den Frieden – Bertha von Suttner und Alfred Nobel (Fernsehfilm, Regie: Urs Egger)
- 2015: Uns geht es gut (Kinofilm)
- 2015: Vorstadtweiber (Fernsehserie, eine Episode)
- 2015: SOKO Wien – Unter Haien (Fernsehserie)
- 2016: Egon Schiele: Tod und Mädchen (Kinofilm)
- 2017: Licht (Kinofilm)
- 2019: Ein Dorf wehrt sich (Fernsehfilm)
- 2020: Irgendwann ist auch mal gut (Fernsehfilm)
- 2020: Der Altaussee-Krimi: Letzter Kirtag (Fernsehreihe)
- 2020: Landkrimi – Das Mädchen aus dem Bergsee (Fernsehreihe)
- 2021: Monte Verità – Der Rausch der Freiheit (Spielfilm)
- 2021: Tatort: Wunder gibt es immer wieder (Fernsehreihe)
- 2021: Schachnovelle (Kinofilm)
- 2022: Gift (Kurzfilm)
- 2022: Tatort: Das Tor zur Hölle (Fernsehreihe)
- 2022: Broll + Baroni – Für immer tot (Fernsehfilm)
- 2023: Sisi & Ich
- 2024: Kafka (Fernsehserie)
- 2024: Engel mit beschränkter Haftung (Fernsehfilm)

## Auszeichnungen und Nominierungen
- 2017: Österreichischer Filmpreis – Nominierung in der Kategorie Beste weibliche Darstellerin für Egon Schiele: Tod und Mädchen[20]
- 2017: Nestroy-Theaterpreis – Auszeichnung in der Kategorie Bester Nachwuchs – weiblich für ihre Darstellung der Helen Keller in The Miracle Worker am Theater der Jugend und der Hedvig in Die Wildente am Theater in der Josefstadt[21]
- 2018: Österreichischer Filmpreis – Auszeichnung in der Kategorie Beste weibliche Nebenrolle für Licht[22][23]
- 2018: Outstanding Artist Award für Darstellende Kunst[24]
- 2020: Max Ophüls Preis für den besten Schauspielnachwuchs für ihre Rolle in Irgendwann ist auch mal gut[7]
- 2022: Österreichischer Filmpreis – Nominierung in der Kategorie Beste weibliche Nebenrolle für Schachnovelle[25]